# Ібрагім Ісаак Сідрак

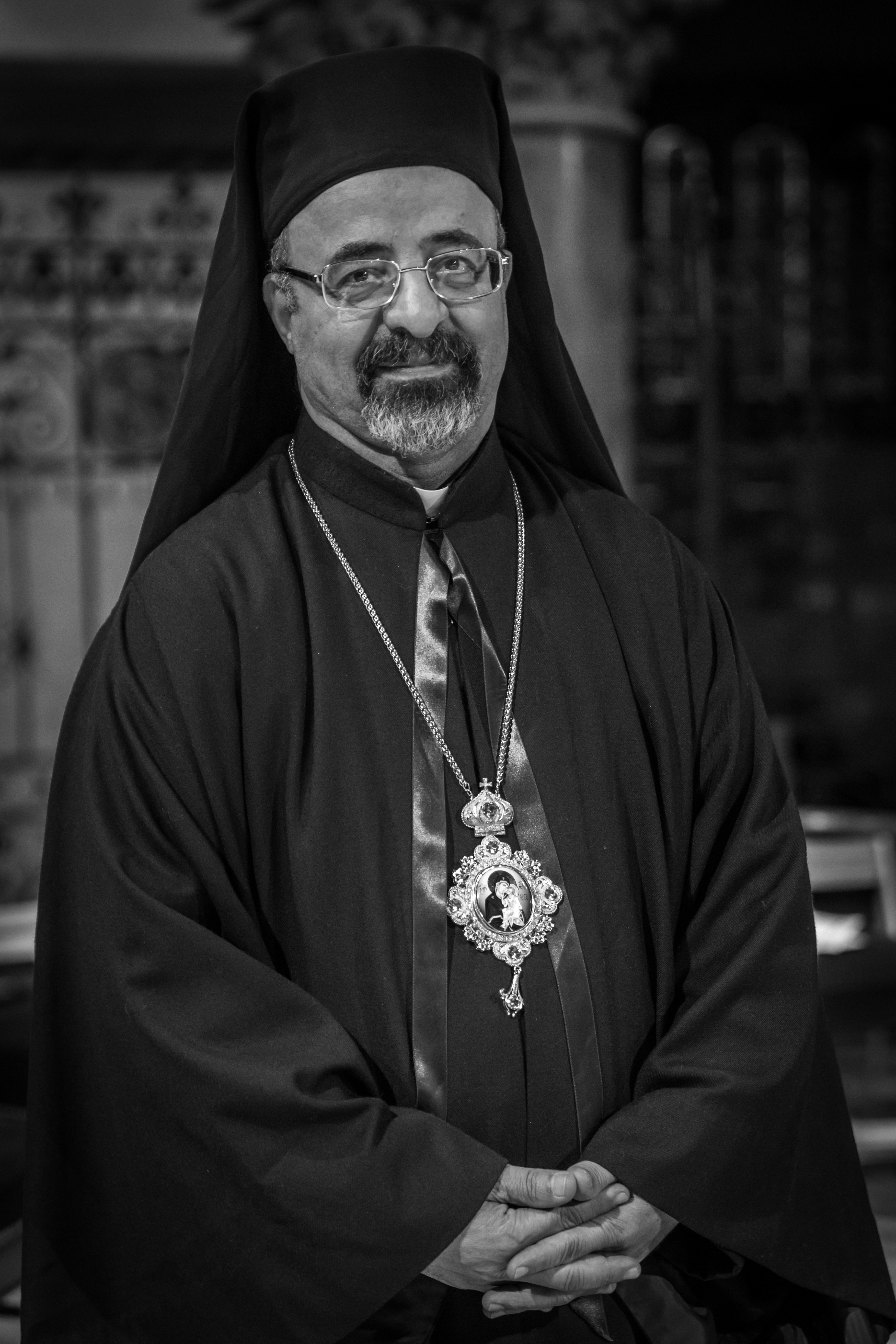
Ібрагім Ісаак Сідрак, 2014.

Ібрагім Ісаак Сідрак (нар. 19 серпня 1955, Бені-Клікер, Єгипет) — коптський католицький патріарх Александрії, глава Коптської католицької церкви з 15 січня 2013 року.

## Біографія
Ібрагім Ісаак Сідрак народився 19 серпня 1955 року в Бені-Клікер, єпархія Асьюта, в центральному Єгипті. Після вивчення філософії і богослов'я в духовній семінарії в Мааді, біля Каїра, 7 лютого 1980 року прийняв священиче рукоположення, після чого упродовж двох років виконував душпастирське служіння в Каїрі. Згодом він навчався в Папському Григоріанському університеті в Римі, де здобув докторат з догматичного богослов'я.
Повернувшись на батьківщину, він був викладачем догматики в духовній семінарії в Мааді. З 1990 по 2001 рік він був її ректором, а також директором катехитичного інституту Сакакіні (Каїр). Крім того, він був генеральним секретарем відділу з питань катехитичного навчання Коптської католицької церкви. У 2002 році призначений настоятелем кафедрального собору в Каїрі. У вересні того ж року Синод єпископів Коптської католицької церкви обрав Ібрагіма Ісаака Сідрака єпископом Міньї. Згоду Папи Римського на цей вибір було офіційно оголошено 5 жовтня 2002 року. Єпископська хіротонія відбулася 15 листопада того ж року (головним святителем був тогочасний коптський католицький патріарх Стефанос II Ґаттас).
15 січня 2013 року Синод єпископів Коптської католицької церкви обрав єпископа Ібрагіма Ісаака Сідрака новим патріархом Александрійським, на місце попереднього патріарха Антоніоса Наґіба, котрий зрікся престолу за станом здоров'я. 18 січня Папа Римський Бенедикт XVI надав новообраному патріархові церковне сопричастя.